# Eleothinus longulus
Eleothinus longulus là một loài bọ cánh cứng trong họ Cerambycidae.